# TD花园
多倫多道明銀行花园是一座位于美国馬薩諸塞州波士頓的市中心的體育館，由多倫多道明銀行冠名贊助。TD花園是国家冰球联盟（NHL）波士頓棕熊隊、NBA波士顿凯尔特人队的主场，亦是年度豆盅(Beanpot)大學冰球比賽及年度大學冰球Hockey East聯盟冠軍賽的比賽場地。